# کرک اسودو
کرک اسودو (انگلیسی: Kirk Acevedo؛ زادهٔ ۲۷ نوامبر ۱۹۷۱) یک هنرپیشه اهل ایالات متحده آمریکا است. وی از سال ۱۹۹۶ میلادی تاکنون مشغول فعالیت بوده است.

## گزیده فیلمشناسی
از فیلم‌ها یا برنامه‌های تلویزیونی که وی در آن نقش داشته است می‌توان به آثار زیر اشاره کرد.
- خط باریک سرخ (فیلم) (۱۹۹۸)
- اتاق بخار (فیلم) (۲۰۰۰)
- ملاقات (فیلم ۲۰۰۰) (۲۰۰۰)
- طعمه (فیلم ۲۰۰۰) (۲۰۰۰)
- بر جدید (فیلم ۲۰۰۵) (۲۰۰۵)
- شکست‌ناپذیر (فیلم ۲۰۰۶) (۲۰۰۶)
- طلوع سیاره میمون‌ها (۲۰۱۴)
- توطئه‌آمیز: آخرین کلید (۲۰۱۸)
- دیدبان سوم (۲۰۰۱)
- جوخه برادران (۲۰۰۱)
- ۲۴ (مجموعه تلویزیونی) (۲۰۰۶) (فصل ۵)
- فرینج (۲۰۰۸–۲۰۱۱)
- یقه سفید (مجموعه تلویزیونی) (۲۰۰۹)
- منتالیست (۲۰۱۲)
- آسفالت (۲۰۱۲)
- سی‌اس‌آی (۲۰۱۳)
- سی‌اس‌آی: نیویورک (۲۰۱۳)
- مظنون (مجموعه تلویزیونی) (۲۰۱۳)
- مردگان متحرک (مجموعه تلویزیونی) (۲۰۱۳)
- گریم (مجموعه تلویزیونی) (۲۰۱۴)
- افسانه‌ها (مجموعه تلویزیونی) (۲۰۱۴)
- مأموران شیلد (۲۰۱۵)
- ۱۲ میمون (مجموعه تلویزیونی) (۲۰۱۵–۲۰۱۷)
- آسفالت ۶: آدرنالین (۲۰۱۸)
- ارو (مجموعه تلویزیونی) (۲۰۱۷–اکنون)